# Montserrat Roca Junyent
Montserrat Roca Junyent (Barcelona, 30 de mayo de 1927 – 19 de diciembre de 2012) fue una bibliotecaria española, hija de Joan Baptista Roca i Caball y Montserrat Junyent Quintana.

## Biografía
Acabó los estudios en la Escuela de Bibliotecarias en 1949, con la tesina titulada Bibliografía de las publicaciones periódicas de Barcelona: 1939-1948 –presentada conjuntamente con M. Rosa Noves–.
Una vez acabados sus estudios, empezó a trabajar en la biblioteca de la Escuela Técnica Superior de Arquitectura de Barcelona, donde desarrolló su labor profesional durante más de cuarenta años hasta su jubilación en 1992.
Dentro de esta labor, destaca la introducción de avances que no eran práctica habitual en el momento (los años 50) como el acceso libre a los documentos por parte de los usuarios y el vaciado sistemático de los artículos de las revistas que se recibían en la biblioteca, tarea que inició en 1950 y que se llevó a cabo continuadamente hasta finales de los 90. Este fue un servicio muy utilizado y muy bien valorado por los usuarios de la biblioteca. 
También fue la precursora de uno de los servicios más básicos: la ampliación del horario de apertura de la biblioteca sin interrupciones de 9 a 21 h. desde 1981.
Montserrat Roca se jubiló en octubre de 1992 como directora de la Biblioteca de la Escuela Técnica Superior de Arquitectura de Barcelona  –cargo que ocupó desde 1979–.
Además de su labor en la biblioteca de la ETSAB, desde sus inicios profesionales estuvo vinculada muy activamente a asociaciones profesionales destacando su papel de defensora de la imagen y del reconocimiento social y académico del bibliotecario en la sociedad catalana moderna. 
En diciembre de 1974 fue escogida tesorera de la Associació de Bibliotecàries de Catalunya (sucesora de la Asociación de Antiguas Alumnas de la Escuela de Bibliotecarias de Barcelona), que presidía Rosa Ricart i Ribera y, en el bienio 1977-1978, asumió la presidencia. Era la asociada número 4 (después de Rosa Ricart, Maria Artal y Núria Ventura).
Reproducimos un fragmento de la editorial del Butlletí de l’Associació de Bibliotecàries, de marzo de 1977, firmado por ella:

«Actualmente, me atrevo a ser optimista y creo que podemos esperar un futuro dónde el desarrollo cultural sea una de las bases para una sociedad más justa. Repito lo que ya os dijimos: en los pueblos, barrios, escuelas, en la Universidad, en el campo de la investigación, de la industria y del comercio, las bibliotecas necesitarán profesionales eficientes y con vocación. La eficacia la deberán garantizar unos estudios serios que se planteen, con una visión científica, cultural y social, el devenir de la política bibliotecaria del país. Esta enseñanza y el título oficial que lo reconozca son ahora nuestras principales preocupaciones. Por ellos continuaremos luchando. Es el compromiso que tomamos ante vosotros.»

Fue también una de las impulsoras de la creación de la actual Asociación de Bibliotecarios y Bibliotecas de Arquitectura, Construcción y Urbanismo (ABBA). Participó activamente desde las primeras Jornadas de Trabajo sobre Cooperación entre Bibliotecas de Arquitectura, celebradas en Barcelona en septiembre de 1990 hasta más allá de su jubilación. Muestra de su implicación en la creación de ABBA fue su comunicación «Propuesta de una asociación de Bibliotecarios de Arquitectura» (pp. 21-29) en las terceras Jornadas (Málaga, 1992). Finalmente la asociación se creó en 1993 y continúa su actividad.
Más allá de su actividad profesional, cabe destacar que Montserrat Roca participó en varios movimientos sociales y culturales.

## Premios y reconocimientos
Tuvo un papel destacado en la actividad de la Escola Tècnica Superior d’Arquitectura de Barcelona. Como Oriol Bohigas  comenta en su obra Combat d’incerteses cuando habla de la escuela de arquitectura en su época de estudiante:

«El otro punto de actividad era la minúscula biblioteca que entonces gobernaba Monserrat Roca Junyent. La Montse ha sido una de las bases pedagógicas más consistentes de la escuela. Por encima de los altibajos, la biblioteca de entonces ha sostenido un tono muy superior a las dificultades materiales de mantenerse y prosperar.»

Muestra de su destacado papel fue el acto homenaje de despedida que el 28 de octubre de 1992 hizo la Escuela con motivo de su jubilación. Las palabras de reconocimiento que le dirigieron Santiago Roqueta, director de la Escuela por aquel entonces, y Joan Margarit aparecen recogidas en la lección magistral que leyó Montserrat Roca para la ocasión.  Cabe destacar que las lecciones magistrales en la universidad las dan los profesores considerados mejores cuando se jubilan. 
En ocasión de su muerte, en el mundo bibliotecario se editaron los siguientes artículos en reconocimiento de su labor:
- •	Anglada, Lluís. «En record i reconeixement de Montserrat Roca». Bdig (biblioteques digitals i cooperació), 6 de gener de 2013 [Consulta: 20 de febrero de 2015].

- •	«En memòria de Montserrat Roca i Junyent».  Observatori professional, 21 de desembre 2012. [Consulta: 20 febrer 2015].